# Maciej Kozłowski (dyplomata)
Maciej Kozłowski (ur. 12 stycznia 1943 w Luborzycy) – polski historyk, dziennikarz, publicysta, działacz opozycji w okresie PRL, dyplomata, w latach 1999–2003 ambasador RP w Izraelu.

## Życiorys

### Do 1989
W 1966 ukończył studia na Wydziale Filozoficzno-Historycznym Uniwersytetu Jagiellońskiego (archeologia śródziemnomorska). W latach 1966–1968 uczęszczał na studia podyplomowe dziennikarskie na Uniwersytecie Warszawskim.
Równocześnie aktywnie uprawiał wspinaczkę górską. Po szeregu wejść w Tatrach w sierpniu 1965 r. wraz z Maciejem Włodkiem wspinał się w masywie Olimpu. W 1966 r. wziął udział w IV Polskiej Wyprawie w Hindukusz afgański, podczas której dokonał m.in. 17 sierpnia z Jerzym Potockim i Belgiem Jeanem Bourgeois pierwszego wejścia na Sad Istrāgh (5859 m n.p.m.), a 30 sierpnia uczestniczył wraz z Jeanem Bourgeois, Andrzejem Heinrichem, Andrzejem Mrozem, Jerzym Potockim i Jackiem Porębą w czwartym z kolei (drugim polskim) wejściu na Noszak (7492 m n.p.m.). W 1968 wyjechał do Norwegii, gdzie wraz z Markiem Głogoczowskim i Andrzejem Paulo wszedł po raz pierwszy w historii wschodnim filarem na Brudgommen w masywie Trolltindan. Pracował w kopalni węgla na Spitsbergenie.
Nawiązał współpracę z miesięcznikiem „Kultura”, którą kontynuował w Paryżu. Jako korespondent „Kultury” kilkakrotnie wyjeżdżał do Czechosłowacji. Brał udział w nielegalnym przerzucie na terytorium Polski (przez Tatry) zakazanych wydawnictw emigracyjnych. 27 maja 1969 został zatrzymany przez czechosłowacką Státní bezpečnost i przekazany polskim władzom (w tzw. sprawie taterników). 24 lutego 1970 został skazany na 4,5 roku więzienia. Wyszedł na wolność w wyniku amnestii we wrześniu 1971.
W latach 70. XX w. zajmował się przekładami z języka angielskiego, współpracował z prasą, w latach 1975–1980 był członkiem redakcji tygodnika „Wieści”. Prowadził zajęcia na Wydziale Anglistyki Uniwersytetu Jagiellońskiego. W latach 1980–1981 był redaktorem naczelnym „Wiadomości Krakowskich”, półoficjalnego organu prasowego małopolskiej NSZZ „Solidarność”. We wrześniu 1982 podjął pracę w „Tygodniku Powszechnym”.
W latach 80. XX w. prowadził wykłady z najnowszej historii Polski, z historii Polski nowożytnej i Europy Środkowej na Uniwersytecie Jagiellońskim, Katolickim Uniwersytecie Lubelskim oraz na uczelniach zagranicznych. Był członkiem Rady Funduszu Wydawnictw Niezależnych. W latach 1986–1988 przebywał na stypendium Fulbrighta w Stanach Zjednoczonych Ameryki. W 1988 uzyskał stopień doktora na Wydziale Historii Uniwersytetu Jagiellońskiego. W 1989 był członkiem Komitetu Obywatelskiego przy Lechu Wałęsie. W lutym 1989 należał do organizatorów tygodnika „Czas Solidarności”.

### Po 1989
W 1990 podjął pracę w dyplomacji, obejmując stanowisko radcy-ministra pełnomocnego w Ambasadzie RP w Waszyngtonie. W latach 1993–1994 pełnił obowiązki chargé d’affaires tamże. Następnie przeszedł do pracy w centrali MSZ. Był dyrektorem departamentu Ameryki Północnej i Południowej, a od 1998 podsekretarzem stanu. W latach 1999–2003 pełnił funkcję ambasadora RP w Izraelu. Obecnie na emeryturze.
Był członkiem Stowarzyszenia Euro-Atlantyckiego, koordynował prace nad raportem o rozszerzeniu NATO, był działaczem fundacji Forum Dialogu Między Narodami, współpracował z redakcją magazynu „Nigdy Więcej”. Wchodzi w skład Komitetu Wspierania Muzeum Historii Żydów Polskich Polin w Warszawie.
Jest synem Marii Kozłowskiej, docent Akademii Rolniczej w Krakowie, badaczki w dziedzinie warzywnictwa. O swoim stryju, premierze Leonie Kozłowskim, napisał książkę.

### Domniemana współpraca z SB
Kozłowskiemu zarzucono, że w latach 60. był najpierw kandydatem, a potem tajnym współpracownikiem SB w Krakowie o kryptonimie „Witold”. 6 grudnia 2012 Sąd Okręgowy w Warszawie orzekł, że skłamał on w oświadczeniu lustracyjnym i w latach 1965–1969 współpracował tajnie i świadomie ze Służbą Bezpieczeństwa Ministerstwa Spraw Wewnętrznych, i skazał go na 3 lata zakazu pełnienia funkcji publicznych. 11 czerwca 2013 Sąd Apelacyjny w Warszawie utrzymał ten wyrok. 
Ostatecznie jednak 13 lutego 2014 Sąd Najwyższy w postępowaniu kasacyjnym prawomocnie oczyścił Macieja Kozłowskiego z zarzutu kłamstwa lustracyjnego.

## Twórczość
- 1983: Duchy polskie
- 1985: Krajobrazy przed bitwą (Nagroda Stowarzyszenia Dziennikarzy Polskich)
- 1988: Almanach piękności
- 1990: Między Sanem a Zbruczem (Nagroda Polityki)
- 2003: Poland – The Story
- 2005: Sprawa premiera Leona Kozłowskiego. Zdrajca czy ofiara
- 2006: Trudne pytania w dialogu polsko-żydowskim
- 2015: Naród Wybrany – Cracovia Pany